# Goodyear

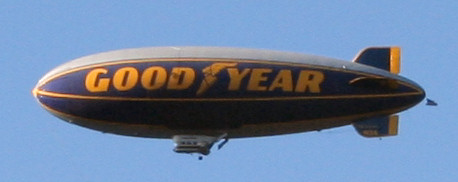
дирижабль Goodyear

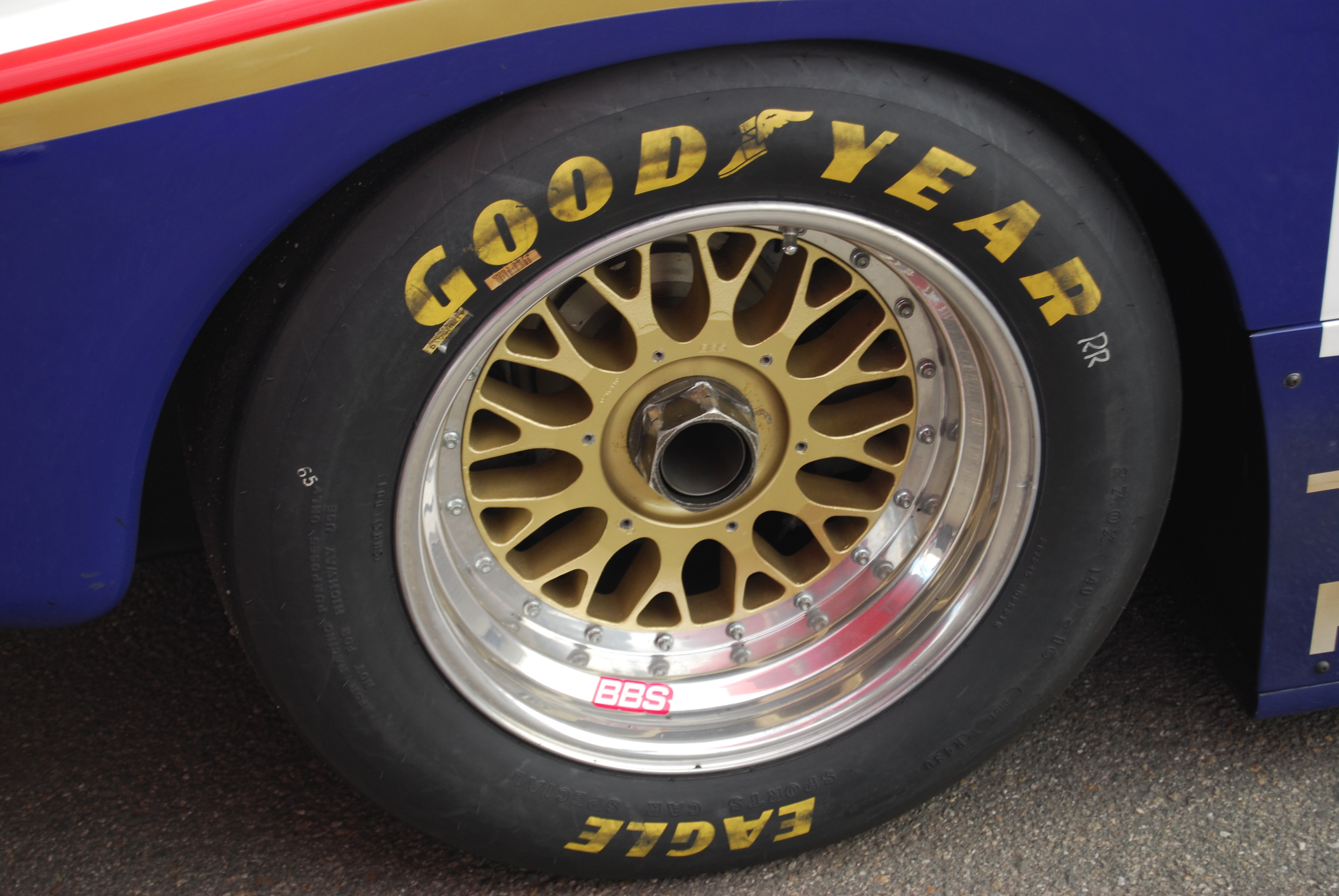
Шина Goodyear для Porsche 962

Goodyear Tire & Rubber Company (NYSE: GT укр. Гудьір) — американська компанія, найбільший виробник шин, також є однією з надійних американських шинних компаній для професійних гонщиків і перевезень пасажирів. Назва "Goodyear" асоціюється з синонімом якості.  Компанія займає 472 місце в Fortune Global 500 (2009 рік). Штаб-квартира — в Акроні, штат Огайо.
Неправильні транскрипції назви українською мовою: Гудир, Гуд'ер, Гудієр, Гудір, Гудіір.
Головний керуючий — П'єр Кохейд (Pierre E. Cohade).
Головний символ компанії Goodyear — дирижабль (blimp).

## Історія
- 1898 — Заснована компанія Goodyear Tire & Rubber (назва — на честь Чарльза Гудьіра, в 1839 році винайшов вулканізовану гуму).
- 1908 — Goodyear постачає шини для першого в світі масового автомобіля Форд Т.
- 1965 — Автомобіль з шинами Goodyear встановлює новий світовий рекорд швидкості 965,5 км/год.
- 1985 — Goodyear створює першу в світі радіальну шину для цивільної авіації.
- 1998 — Goodyear перші шини, які завоювали 368 Гран-Прі на змаганнях Формула-1.
- 2005 — Goodyear представляє RunOnFlat — шину, яка продовжує функціонувати після проколу.
- 2006 — Goodyear представляє Hydragrip — шину, яка створена для мокрих доріг і при цьому зберігає свої функціональні можливості на дорозі із сухим покриттям.
- 2008 — Goodyear представляє унікальну шину OptiGrip, у якій застосовано революційну технологію SmartWear. По мірі зношування на протекторі проявляється новий шар і утворюються нові канавки. Унікальне поєднання двох спеціально розроблених шарів протектора забезпечує високі зчіпні властивості шини з опорною поверхнею на мокрому дорожньому покритті.